# Uiteenzetting
Een uiteenzetting is een tekst met als doel de lezer te informeren over een bepaald onderwerp.
Een uiteenzetting wordt gebaseerd op feiten en is, in tegenstelling tot een betoog, objectief van aard. Een uiteenzetting laat dus niet zoals een beschouwing de lezer kennismaken met verschillende meningen. Er wordt alleen maar informatie gegeven en de mening van de schrijver komt niet aan bod.